# Uroš Velepec
Uroš Velepec (ur. 17 maja 1967 w Dolsku) – słoweński biathlonista. W Pucharze Świata zadebiutował 28 stycznia 1988 roku w Ruhpolding, gdzie zajął 45. miejsce w biegu indywidualnym. Pierwsze punkty wywalczył 31 stycznia 1991 roku w Oberhofie, zajmując 21. miejsce w tej samej konkurencji. Nigdy nie stanął na podium zawodów pucharowych. Najlepsze wyniki osiągnął w sezonie 1992/1993, kiedy zajął 30. miejsce w klasyfikacji generalnej. W 1989 roku wystartował na mistrzostwach świata w Feistritz, gdzie zajął 61. miejsce w biegu indywidualnym, 72. miejsce w sprincie i dwunaste w sztafecie. Był też między innymi czwarty w biegu drużynowym na mistrzostwach świata w Nowosybirsku w 1992 roku i siódmy w sprincie podczas mistrzostw świata w Borowcu rok później. W 1992 roku wystartował również na igrzyskach olimpijskich w Albertville, zajmując 68. miejsce w sprincie i 20. miejsce w sztafecie. Brał też udział w igrzyskach w Lillehammer w 1994 roku, zajmując 36. miejsce w sprincie oraz 10. miejsce w sztafecie.
Od maja 2025 roku główny trener męskiej reprezentacji Polski.
W latach 2014–2018 był trenerem żeńskiej reprezentacji Ukrainy, a w latach 2023-2025 trenerem męskiej reprezentacji Niemiec.
Jego brat, Jure Velepec, także był biathlonistą.

## Osiągnięcia

### Igrzyska olimpijskie
| Rok  | Miejscowość | Konkurencje | Konkurencje | Konkurencje | Konkurencje | Konkurencje | Konkurencje | Konkurencje |
| Rok  | Miejscowość | IN          | SP          | PU          | MS          | RL          | MR          | SR          |
| ---- | ----------- | ----------- | ----------- | ----------- | ----------- | ----------- | ----------- | ----------- |
| 1992 | Albertville | –           | 68.         | nd.         | nd.         | 20.         | nd.         | –           |
| 1994 | Lillehammer | –           | 36.         | nd.         | nd.         | 10.         | nd.         | –           |

### Mistrzostwa świata
| Rok  | Miejscowość | Konkurencje | Konkurencje | Konkurencje | Konkurencje | Konkurencje | Konkurencje | Konkurencje |
| Rok  | Miejscowość | IN          | SP          | PU          | MS          | RL          | MR          | SR          |
| ---- | ----------- | ----------- | ----------- | ----------- | ----------- | ----------- | ----------- | ----------- |
| 1989 | Feistritz   | 61.         | 72.         | nd.         | nd.         | 12.         | nd.         | –           |
| 1991 | Lahti       | –           | –           | nd.         | nd.         | 11.         | nd.         | –           |
| 1993 | Borowec     | 47.         | 7.          | nd.         | nd.         | 13.         | nd.         | –           |

### Puchar Świata

#### Miejsca w klasyfikacji generalnej
| Sezon     | Miejsce |
| --------- | ------- |
| 1987/1988 | -       |
| 1988/1989 | -       |
| 1990/1991 | 64.     |
| 1991/1992 | 64.     |
| 1992/1993 | 30.     |
| 1993/1994 | -       |